# Выеръяха
Выеръяха (устар. Вы-Ер-Яха) — река в России, протекает по Ямало-Ненецкому АО. Устье реки находится в 80 км по правому берегу реки Ярудей. Длина реки составляет 26 км.

## Данные водного реестра
По данным государственного водного реестра России относится к Нижнеобскому бассейновому округу, водохозяйственный участок реки — Надым. Речной бассейн реки — Надым.
Код объекта в государственном водном реестре — 15030000112115300051788.